# Естонски музей на изкуствата
Естонският музей на изкуствата (на естонски: Eesti Kunstimuuseum) е национален музей в Естония, в който са изложени произведения на изкуството от местни и чуждестранни творци.
Музеят е създаден през 1919 г., като първоначално се намира в двореца Кадриорг. Постепенно се разширява в няколко обекта и в края на 70-те и през 80-те години  на XX век са основани първите му клонове. От 1995 г. всички филиали на Естонския музей на изкуствата предлагат различни образователни програми за деца и младежи.

## Колекции
Естонският музей на изкуствата се състои от следните клонове:
- В района на парк „Кадриорг“:
  - Музей на изкуствата „Куму“ (основната сграда на Естонския музей на изкуствата) – показва естонско изкуство от XVIII век до сега.[1]
  - Музей на изкуствата „Кадриорг“ – разположен в двореца „Кадриорг“, той показва най-големите и важни колекции от руско и западноевропейско изкуство от XVI до XX век.
  - Музей „Микел“ – показва колекция от произведения на изкуството на Йоханес Микел.[1]
- На други места в Талин:
  - Музей „Нигулисте“ (помещаващ се в бившата църква „Св. Николай“) – показва колекция от историческо църковно изкуство, обхващащо почти седем века, включително средновековно и следреформационно изкуство в Естония.
  - Музей на Адамсън-Ерик – показва работата на Адамсън-Ерик, един от най-забележителните естонски художници. Колекцията включва негови картини, керамика, кожени изделия, бижута, текстил и мебели. Музеят е открит през 1983 г.[2]